# Woolverton
Woolverton är en by i civil parish Tellisford, i enhetskommunen Somerset, i grevskapet Somerset, i England. Byn är belägen 6 km från Frome. Woolverton var en civil parish fram till 1933 när blev den en del av Tellisford. Civil parish hade 115 invånare år 1931.